# 许州府衙
34°02′00″N 113°49′16″E / 34.03333°N 113.82111°E
许州府衙位于中国河南省许昌市魏都区，2001年许州府衙遗址被列为许昌市文物保护单位，2005年对现存两座单体建筑实施原址保护，2008年被列为河南省文物保护单位。
许昌在明代为许州，清代先后为许州府、许州直隶州。许州府衙位于原州城中轴线北端，坐北朝南，长80丈，宽22丈，原有古颍川郡坊、大门、仪门、大堂、中和堂（二堂）、梅花堂（三堂）、喜雨台（后庭）等建筑，现仅存三堂和后庭两座建筑。梅花堂面阔五间，进深三间。后庭面阔五间，进深二间。 

## 图片
- 梅花堂
- 梅花堂
- 梅花堂